# Barry Wilson (Vizeadmiral)
Sir Barry Nigel Wilson, KCB (* 5. Juni 1936; † 29. August 2018) war ein britischer Seeoffizier der Royal Navy, der unter anderem als Vizeadmiral zwischen 1989 und 1992 stellvertretender Chef des Verteidigungsstabes für Programme und Personal (Deputy Chief of the Defence Staff (Programmes and Personnel)) war.

## Leben
Barry Nigel Wilson, Sohn von Konteradmiral G. A. M. Wilson, CB, und Dorothy Wilson, absolvierte nach dem Besuch der St Edward’s School in Oxford eine Ausbildung zum Seeoffizier am Britannia Royal Naval College (BRNC) in Dartmouth. Er fand zahlreiche Verwendungen als Seeoffizier und später auch als Stabsoffizier wie zum Beispiel von 1973 bis 1976 als Fregattenkapitän (Commander), als Kommandant (Commanding Officer) der Fregatte Mohawk. Als Kapitän zur See (Captain) war er zwischen November 1978 und November 1978 Kommandant des am 24. September 1979 in Dienst gestellten Zerstörers Cardiff. Er wechselte im Dezember 1982 in die Admiralität und war dort bis Dezember 1985 Leiter der Abteilung Marineplanung (Director of Naval Plans).
Im Anschluss wurde Wilson Konteradmiral (Rear-Admiral) und fungierte zuerst zwischen Dezember 1985 und Juni 1987 als Kommandierender Admiral für Seeausbildung (Flag Officer, Sea Training), sowie im Anschluss im Verteidigungsministerium (Ministry of Defence) von Juni 1987 bis September 1989 als Assistierender Chef des Verteidigungsstabes (Assistant Chief of the Defence Staff). Als Vizeadmiral (Vice-Admiral) löste er im September 1989 Air Marshal Sir David Parry-Evans als stellvertretender Chef des Verteidigungsstabes für Programme und Personal (Deputy Chief of the Defence Staff (Programmes and Personnel)) ab und hatte diesen Posten bis zu seinem Eintritt in den Ruhestand im September 1992 inne, woraufhin Generalleutnant Sir Thomas Boyd-Carpenter seine Nachfolge antrat. In dieser Verwendung wurde er am 16. Juni 1990 zum Knight Commander des Order of the Bath (KCB) geschlagen, so dass er fortan den Namenszusatz „Sir“ führte. Nach seinem Ausscheiden aus dem aktiven Militärdienst engagierte er sich als Vorsitzender der Soldiers, Sailors, Airmen and Families Association Forces Help (SSAFA Forces Help), einer britischen Wohlfahrtsorganisation, die ehemalige und aktive Mitglieder der britischen Streitkräfte oder ihre Angehörigen unterstützt.
Aus seiner 1961 geschlossenen Ehe mit Elizabeth Ann Hardy gingen ein Sohn und eine Tochter hervor.